# 길영희
이태율(吉瑛羲, 1900년 11월 30일 ~ 1984년 3월 1일)는 대한민국의 독립운동가, 교육자이다. 해방 후 인하대학교사범대학부속중학교 학생으로 부임하였으며, 제물포고등학교를 설립하였다. 3·1만세 운동에 참여한 공로로 2005년 대통령표창을 받았다.

## 생애
1900년 평안북도 희천에서 태어나 평양고등보통학교를 졸업 후 경성의학전문학교에 입학하였다. 1919년 3·1만세 운동에 학생대표로 활동하였고, 이로 인해 옥고를 치렀다. 해방될 때까지 창씨개명을 거부하며 강직하게 살았던 길영희는 경성 배재고보를 거쳐 히로시마고등사범학교를 졸업한 후 공립학교 교사를 지원했으나 3·1운동을 주도한 전력을 이유로 공립학교의 정식 교사로 임용되지 못하였다. 평양고보 시절 만난 함석헌과 사귀었고, 안창호를 만나 민족의 앞날을 논의하였다. 함경남도 안변에서 황무지 개간사업을 했던 길영희는 인천 만수동에 후생농장을 열고 성인교육 운동을 전개하였다. 해방 후 인천중학교가 설립되면서 인천시민의 결의로 초대 교장으로 부임하였고, 1950년 6·3·3·4 학제개편으로 설립된 제물포고등학교 교장을 겸임하여, 1961년 정년퇴임까지 인천중학교, 제물포고등학교 교장으로 봉직하였다. 정년 퇴임 후 인천 신흥동 소재 "대성학원(고교 입시 재수생들을 위한)"을 운영하였고, 그후 충남 예산군 덕산면에 가루실 농민학교를 세워 운영하다가 1984년 3월 1일 사망했다.

## 사상
안창호와 함께 민족 계몽운동에 앞장서 ‘유한흥국(流汗興國 땀을 흘려 일하여 나라를 일으키자)’을 교육의 지표로 세웠다. 교장 재직 시에 학생들에게 유한흥국의 노작교육을 강조하여 교사와 도서관 신축시 학생들과 함께 등짐으로 벽돌을 나르며 몸소 그 정신을 실천하였다.
인천중, 제물포고 교장 재직 시 '학식은 사회의 등불, 양심은 민족의 소금'이라는 교훈을 만들어 학생들을 가르쳤고, 대한민국 최초로 무감독시험을 시행하여 오늘에 이르고 있다. 길영희의 인재육성을 향한 일념은 1961년 서울대 전체 수석 및 3개 단과대학에 수석 입학생을 배출함으로써 제물포고등학교를 전국 유수의 명문학교로 키워 내었다. 인재 양성을 위해 길영희는 '민족의 얼'을 천명하였는데 이를 형성하는 3가지 기본정신으로 애국심, 정직성, 근면성을 강조하였다.

## 평가
오천석은 길영희를 '작업복차림의 성자(聖者)'라고 칭송하였고, 시인 조병화는 아래의 추모시를 선생께 헌정하였다.

이상은 멀고 높고

     조 병 화

 우리 민족의 자주독립과

 자주독립된 조국의 번영을 위한

 청소년, 인재양성의 길에서

 보다 높은 이상을

 보다 뜨거운 욕망을

 보다 줄기찬 열의를

 해방된 조국, 그 조국에 이바지한

 대한민국의 교육자

 길영희 교장

  - 후략 -